# Dreaming (canción)
«Dreaming» es una canción del grupo americano new wave Blondie , publicada en 1979 como el primer sencillo de su cuarto álbum de estudio "Eat to the Beat ". Llegó al puesto número 2 en Reino Unido y el 27 en Estados Unidos.

## Antecedentes
La canción fue compuesta por Chris Stein, mientras que la letra fue escrita por Debbie Harry . Musicalmente la canción es de estilo New wave con algunas influencias del Punk rock. Algunos críticos musicales compararon la composición con la canción "Dancing Queen" de ABBA.
Dreaming fue publicada el 14 de septiembre de 1979 por la discográfica Chrysalis Records, como el primer sencillo del cuarto álbum de estudio de la banda. La canción también ha sido incluida en los álbumes recopilatorios de Blondie.

## Listas musicales de sencillos
| Listas (1979)                            | Mejor posición |
| ---------------------------------------- | -------------- |
| EUA Billboard Hot 100                    | 27             |
| UK Singles Chart                         | 2              |
| Australia (Listas musicales de Australia | 53             |
| Canadá                                   | 4              |
| Francia (SNEP)                           | 33             |
| Alemania                                 | 26             |
| Austria (Ö3 Austria Top 40)              | 18             |
| Irlanda (IRMA)                           | 3              |
| Holanda (Dutch Top 40)                   | 18             |
| Noruega (VG-lista)                       | 6              |
| Nueva Zelanda (Recorded Music NZ)        | 9              |

- Datos: Q518254